# Луиз, Анита
Анита Луиз (англ. Anita Louise, 9 января 1915 — 25 апреля 1970) — американская актриса.

## Биография
Актёрский дебют состоялся на Бродвее в возрасте 6 лет, а спустя год, в 1922 году, она дебютировала и в кино.
К началу 1930-х годов она уже переместилась со второстепенных ролей на главные, и достигла популярности как исполнительница деликатных ролей. В 1931 году Луиз стала одной из девушек в списке WAMPAS Baby Stars. В те годы Анита Луиз считалась одной из наиболее модных и элегантных актрис Голливуда. Она была частой гостьей на многих светских вечерах, а также сама устраивала различные «звёздные» вечеринки.
Наиболее успешные роли Анита Луиз исполнила в картинах «Сон в летнюю ночь» (1935), «Повесть о Луи Пастере» (1935), «Энтони Несчастный» (1936), «Зелёный свет» (1937) и «Товарищ» (1937). В 1940-х годах она вновь переместилась на второстепенные роли и была мало активна до появления телевидения, где в 1950-х годах стала периодически появляться в сериалах. С началом нового десятилетия её карьера почти угасла, и Аниту после этого всего пару раз можно было увидеть на экране.
В 1960 году скончался её муж, продюсер Бадди Адлер, с которым Анита провела в браке 20 лет. Спустя два года она во второй раз вышла замуж, за Гарри Бергера. Этот брак продлился до смерти актрисы от инсульта в возрасте 55 лет 25 апреля 1970 года.
За вклад в киноиндустрию Анита Луиз была удостоена звезды на Голливудской аллее славы.